# Ciclisme als Jocs Olímpics d'estiu de 1912 - contrarellotge per equips
La contrarellotge per equips masculina fou una de les dues proves que es van disputar als Jocs Olímpics d'Estocolm de 1912. Aquesta era la primera vegada que es disputava aquesta prova en uns Jocs Olímpics. La prova es disputà el diumenge 7 de juliol de 1912.
Cada nació que tenia un mínim de quatre representants a la prova individual també ho feia a la prova per equips. Els temps dels quatre millors ciclistes de cada nació se sumaven per donar el resultat final, sent l'equip que aconseguia el menor temps el vencedor. El Regne Unit tenia tres equips, amb anglesos, irlandesos i escocesos competint per separat.
Bèlgica, Canadà i Sud-àfrica no enviaven prou ciclistes per fer un equip.
Tres equips finalitzen la cursa sense poder comptabilitzar el temps, en ser menys de quatre els ciclistes que finaltizen la cursa. Sols tres dels cinc ciclistes de Bohemia acaben; tres dels sis de Noruega i un del deu de Rússia.

## Medallistes
| Or                                                              | Plata                                                                    | Bronze                                                              |
| Suècia · Erik Friborg · Algot Lönn · Ragnar Malm · Axel Persson | Regne Unit Frederick Grubb William Hammond Leonard Meredith Charles Moss | Estats Units Albert Krushel Alvin Loftes Walter Martin Carl Schutte |

## Resultats
| Posició | País                         | Pos. Ind.               | Temps Ind.              | Temps Total   |
| Final   | Final                        | Final                   | Final                   | Final         |
| ------- | ---------------------------- | ----------------------- | ----------------------- | ------------- |
| Or      | Suècia                       | Suècia                  | Suècia                  | 44h 35' 33,6" |
| Or      | Erik Friborg                 | 7                       | 11h 04' 17,0"           | 44h 35' 33,6" |
| Or      | Ragnar Malm                  | 8                       | 11h 08' 14,5"           | 44h 35' 33,6" |
| Or      | Axel Persson                 | 9                       | 11h 10' 59,6"           | 44h 35' 33,6" |
| Or      | Algot Lönn                   | 10                      | 11h 12' 02,5"           | 44h 35' 33,6" |
| Plata   | Regne Unit — Anglaterra      | Regne Unit — Anglaterra | Regne Unit — Anglaterra | 44h 44' 39,4" |
| Plata   | Frederick Grubb              | 2                       | 10h 51' 24,2"           | 44h 44' 39,4" |
| Plata   | Leonard Meredith             | 4                       | 11h 00' 02,6"           | 44h 44' 39,4" |
| Plata   | Charles Moss                 | 18                      | 11h 23' 55,8"           | 44h 44' 39,4" |
| Plata   | William Hammond              | 22                      | 11h 29' 16,8"           | 44h 44' 39,4" |
| Bronze  | Estats Units                 | Estats Units            | Estats Units            | 44h 47' 55,5" |
| Bronze  | Carl Schutte                 | 3                       | 10h 52' 38,8"           | 44h 47' 55,5" |
| Bronze  | Alvin Loftes                 | 11                      | 11h 13' 51,3"           | 44h 47' 55,5" |
| Bronze  | Albert Krushel               | 13                      | 11h 17' 30,2"           | 44h 47' 55,5" |
| Bronze  | Walter Martin                | 17                      | 11h 23' 55,2"           | 44h 47' 55,5" |
| 4       | Regne Unit — Escòcia         | Regne Unit — Escòcia    | Regne Unit — Escòcia    | 46h 29' 55,6" |
| 4       | John Wilson                  | 16                      | 11h 21' 43,0"           | 46h 29' 55,6" |
| 4       | Robert Thompson              | 24                      | 11h 31' 16,0"           | 46h 29' 55,6" |
| 4       | John Miller                  | 35                      | 11h 44' 01,6"           | 46h 29' 55,6" |
| 4       | David Stevenson              | 41                      | 11h 52' 55,0"           | 46h 29' 55,6" |
| 5       | Finlàndia                    | Finlàndia               | Finlàndia               | 46h 34' 03,5" |
| 5       | Antti Raita                  | 6                       | 11h 02' 20,3"           | 46h 34' 03,5" |
| 5       | Vilho Tilkanen               | 21                      | 11h 28' 38,5"           | 46h 34' 03,5" |
| 5       | Johan Kankkonen              | 34                      | 11h 41' 35,5"           | 46h 34' 03,5" |
| 5       | Hjalmar Väre                 | 66                      | 12h 21' 29,2"           | 46h 34' 03,5" |
| 6       | Alemanya                     | Alemanya                | Alemanya                | 46h 35' 16,1" |
| 6       | Franz Lemnitz                | 26                      | 11h 34' 32,2"           | 46h 35' 16,1" |
| 6       | Rudolf Baier                 | 27                      | 11h 35' 01,5"           | 46h 35' 16,1" |
| 6       | Oswald Rathmann              | 33                      | 11h 40' 18,4"           | 46h 35' 16,1" |
| 6       | Georg Warsow                 | 36                      | 11h 45' 24,0"           | 46h 35' 16,1" |
| 7       | Àustria                      | Àustria                 | Àustria                 | 46h 57' 26,4" |
| 7       | Robert Rammer                | 23                      | 11h 30' 40,8"           | 46h 57' 26,4" |
| 7       | Adolf Kofler                 | 31                      | 11h 39' 32,6"           | 46h 57' 26,4" |
| 7       | Rudolf Kramer                | 43                      | 11h 53' 12,8"           | 46h 57' 26,4" |
| 7       | Josef Hellensteiner          | 45                      | 11h 54' 00,2"           | 46h 57' 26,4" |
| 8       | Dinamarca                    | Dinamarca               | Dinamarca               | 47h 16' 07,0" |
| 8       | Olaf Meyland-Smith           | 25                      | 11h 32' 24,2"           | 47h 16' 07,0" |
| 8       | Charles Hansen               | 32                      | 11h 40' 04,0"           | 47h 16' 07,0" |
| 8       | Johannes Reinwaldt           | 48                      | 11h 57' 20,0"           | 47h 16' 07,0" |
| 8       | Godtfred Olsen               | 53                      | 12h 06' 18,8"           | 47h 16' 07,0" |
| 9       | Xile                         | Xile                    | Xile                    | 49h 14' 52,0" |
| 9       | Alberto Downey               | 42                      | 11h 53' 02,5"           | 49h 14' 52,0" |
| 9       | Carlos Koller                | 58                      | 12h 13' 49,2"           | 49h 14' 52,0" |
| 9       | Arturo Friedemann            | 69                      | 12h 28' 20,8"           | 49h 14' 52,0" |
| 9       | José Torres                  | 74                      | 12h 39' 39,5"           | 49h 14' 52,0" |
| 10      | França                       | França                  | França                  | 49h 44' 35,2" |
| 10      | Joseph Racine                | 40                      | 11h 50' 32,7"           | 49h 44' 35,2" |
| 10      | André Capelle                | 50                      | 11h 59' 48,4"           | 49h 44' 35,2" |
| 10      | René Gagnet                  | 64                      | 12h 20' 32,6"           | 49h 44' 35,2" |
| 10      | Georges Valentin             | 83                      | 13h 33' 59,5"           | 49h 44' 35,2" |
| 11      | Regne Unit — Irlanda         | Regne Unit — Irlanda    | Regne Unit — Irlanda    | 51h 19' 38,5" |
| 11      | Michael Walker               | 67                      | 12h 27' 49,9"           | 51h 19' 38,5" |
| 11      | Francis Guy                  | 71                      | 12h 32' 19,4"           | 51h 19' 38,5" |
| 11      | Ralph Mecredy                | 80                      | 13h 03' 39,0"           | 51h 19' 38,5" |
| 11      | John Walker                  | 81                      | 13h 15' 50,2"           | 51h 19' 38,5" |
| 12      | Hongria                      | Hongria                 | Hongria                 | 51h 51' 15,9" |
| 12      | István Müller                | 73                      | 12h 39' 28,0"           | 51h 51' 15,9" |
| 12      | János Henzsel                | 75                      | 12h 42' 16,3"           | 51h 51' 15,9" |
| 12      | Gyula Mazur                  | 77                      | 12h 50' 55,8"           | 51h 51' 15,9" |
| 12      | Ignác Teiszenberger          | 84                      | 13h 38' 35,8"           | 51h 51' 15,9" |
| —       | Bohèmia                      | Bohèmia                 | Bohèmia                 | —             |
| —       | Bohumil Rameš                | 63                      | 12h 20' 12,2"           | —             |
| —       | Václav Tintěra               | 87                      | 14h 10' 34,6"           | —             |
| —       | Bohumil Kubrycht             | 88                      | 14h 11' 21,0"           | —             |
| —       | 2 altres ciclistes no acaben | —                       | —                       | —             |
| —       | Noruega                      | Noruega                 | Noruega                 | —             |
| —       | Birgir Andreassen            | 14                      | 11h 20' 14,6"           | —             |
| —       | Paul Henrichsen              | 47                      | 11h 55' 23,2"           | —             |
| —       | Anton Hansen                 | 65                      | 12h 21' 23,7"           | —             |
| —       | 3 altres ciclistes no acaben | —                       | —                       | —             |
| —       | Imperi Rus                   | Imperi Rus              | Imperi Rus              | —             |
| —       | Andrejs Apsītis              | 60                      | 12h 18' 20,6"           | —             |
| —       | 9 altres ciclistes no acaben | —                       | —                       | —             |